# Meckenbeuren

Luftbild von Meckenbeuren mit Blick auf den Bodensee

Meckenbeuren (bis 1897 Untermeckenbeuren) ist eine Gemeinde im Bodenseekreis in Baden-Württemberg. Mit über 13.500 Einwohnern ist Meckenbeuren die größte ländliche Gemeinde in Oberschwaben.

## Geographie

### Lage
Meckenbeuren liegt etwa acht Kilometer nördlich von Friedrichshafen und zehn Kilometer südlich von Ravensburg im unteren Schussental im Bodensee-Hinterland.

### Gemeindegliederung
Zur Gemeinde Meckenbeuren gehören neben dem Kernort der Ortsteil Obermeckenbeuren (seit 1810), die 1937 eingemeindeten ehemaligen Gemeinden und heutigen Ortsteile Brochenzell und Liebenau (mit den Weilern Brugg, Hegenberg, Hirschach, Knellesberg, Langentrog, Schwarzenbach, Senglingen und Weiler, den Höfen Berg, Buch, Furt, Hasenwinkel, Hohenreute, Holzbauer, Hungersberg, Kratzerach, Laufenen, Lohner, Madenreute, Mühlebach, Ottmarsreute, Rebholz, Regler, Reuter, Sandgrub, Stengele, Straß, Untertennenmoos und die Häuser Habacht) sowie die 1972 eingemeindete Ortschaft Kehlen (mit den Dörfern Kehlen und Reute, den Weilern Buch, Gerbertshaus, Gunzenhaus, Holzreute, Lochbrücke, Sammletshofen, Sassen, Schürten, Schuppenwies, Sibratshaus und Siglishofen, den Höfen Großbuch, Hechelfurt und Schindelhof sowie den Häusern Schübelbeer).

## Geschichte

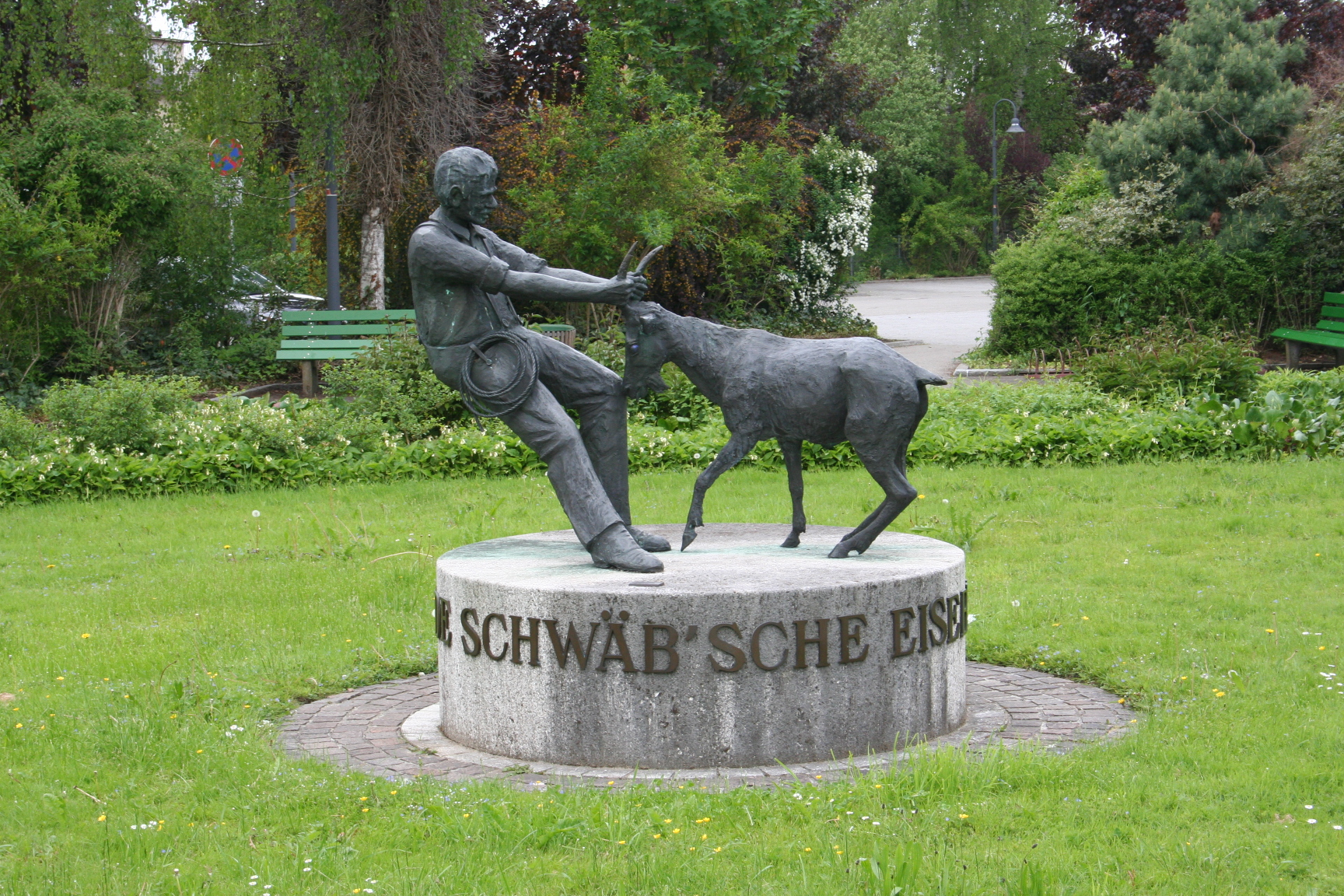
Auf de schwäbsche Eisebahne – Skulptur in Meckenbeuren

### Mittelalter
Die Gemeinde wurde als solche erstmals im Jahr 1496 urkundlich erwähnt, doch schon 879 verzeichnet ein Dokument des Klosters St. Gallen einen hier ansässigen Siedler namens Megi. Ob der Name Meckenbeuren auf diesen zurückgeführt werden kann, ist umstritten. Als gesichert kann jedoch das Datum 4. August 1278 für die erste urkundliche Erwähnung des Namens „Meckenburron“ betrachtet werden. Im Hauptstaatsarchiv Stuttgart befindet sich die entsprechende Urkunde. Diese ist ausgestellt von Papst Nikolaus III. und wurde vom damaligen Abt des Klosters Weingarten, Hermann von Bichtenweiler, in Rom erbeten, um die Besitzungen des Klosters abzusichern. Sicher handelt es sich bei „Meckenburron“ um das heutige Meckenbeuren.
Wahrscheinlich ab 1094 gehörte das Gebiet zum Kloster Weingarten. 1530 wurde es für 3100 Gulden an den Grafen Haug von Montfort verkauft und damit Teil der Grafschaft Montfort.

### Neuzeit
1780 musste das verschuldete Haus Montfort seine Güter an die österreichischen Vorlande abtreten. Unter Napoleon fiel die Gemeinde 1806 an Bayern, das sie 1810 im entsprechenden Grenzvertrag an Württemberg abtrat. Bei der Umsetzung der neuen Verwaltungsgliederung wurde der Ort dem Oberamt Tettnang zugeordnet.
Einen entscheidenden Wachstumsschub brachte der Gemeinde die Eisenbahn. Der Bahnhof an der Bahnstrecke Ulm–Friedrichshafen (Südbahn) im Jahr 1847 stellte den Anschluss an das noch junge Streckennetz der Württembergischen Staatsbahnen her. Das Volkslied „Auf de schwäbsche Eisebahne“ erwähnt im Refrain auch Meckenbeuren. Die inzwischen stillgelegte Bahnstrecke Meckenbeuren–Tettnang war 1895 die erste elektrisch betriebene Vollbahn Deutschlands.
1897 erfolgte auf Geheiß von König Wilhelm II. von Württemberg die Umbenennung von Untermeckenbeuren auf Meckenbeuren, dem heutigen Ortsnamen.

### NS-Zeit

6. Juni 1941, eine junge Frau wird durch Meckenbeuren getrieben.

Meckenbeuren, Oberteuringen, Brochenzell und Madenreute waren Schauplatz einer ganzen Reihe von NS-Verbrechen und Menschenrechtsverletzungen. Unter Initiative des damaligen Bürgermeisters Bernhard Sporer und dem Ortsgruppenführer Paul Bruckmann wurden im August 1940 mehrere junge Frauen verhaftet. Ihnen wurde vorgeworfen, sich mit polnischen Zwangsarbeitern eingelassen zu haben. Die Frauen und die Zwangsarbeiter wurden inhaftiert. Drei Frauen wurden an den Bahnhof vor die versammelte Bürgerschaft getrieben, vom örtlichen Friseur geschoren und unter Schlägen zurück durch den Ort geprügelt. Den jungen Polen Józef Musiał hat man kurz zuvor in Madenreute an aussichtsreichster Stelle vor allen Zwangsarbeitern und Schaulustigen aufgehängt. Die Exekution Musiałs reihte sich ein in eine ganze Reihe weiterer Exekutionen in Oberteuringen, Langenargen und Ruschweiler, welche Gestapochef Friedrich Mußgay aus Stuttgart mit den jeweiligen Bürgermeistern und Ortspolizeistationen organisierte. Alle Frauen wurden nach den Morden ins KZ Ravensbrück verbracht. Die grausame Tatgeschichte wurde bislang seitens der Gemeinden nicht veröffentlicht oder aufgearbeitet.

### Heute
Bei der Kreisreform während der NS-Zeit in Württemberg gelangte Meckenbeuren 1938 zum Landkreis Friedrichshafen, der ab 1945 wieder Landkreis Tettnang hieß. Meckenbeuren war nach dem Zweiten Weltkrieg Teil der französischen Besatzungszone und geriet somit 1947 zum neu gegründeten Land Württemberg-Hohenzollern, welches 1952 im Regierungsbezirk Südwürttemberg-Hohenzollern des neuen Bundeslandes Baden-Württemberg aufging.
Am 1. Mai 1972 wurde die zuvor selbständige Gemeinde Kehlen nach Meckenbeuren eingemeindet.
1973 erfolgte die Kreisreform in Baden-Württemberg, bei der Meckenbeuren zum Bodenseekreis kam.
Im Juni 2024 wurde Meckenbeuren durch ein Hochwasser der Schussen überflutet, wobei allein an öffentlichen Gebäuden ein Schaden von mehr als 2,2 Mio. Euro entstand.

## Religion und Kirchen
Meckenbeuren ist seit jeher römisch-katholisch geprägt. In der Gemeinde sind die katholischen Pfarreien St. Maria in Meckenbeuren, St. Jakobus in Brochenzell und St. Verena in Kehlen ansässig. Die drei Pfarreien bilden die Seelsorgeeinheit Meckenbeuren und gehören zum Bistum Rottenburg-Stuttgart.
Die Pfarrkirche St. Maria steht unter dem Patrozinium der Maria von der immerwährenden Hilfe und wurde in den Jahren 1912/13 nach den Plänen des Stuttgarter Baurats Ulrich Pohlhammer im Stil des Neobarock erbaut. Der Vorgängerbau der Pfarrkirche, der sich westlicher auf dem heutigen Kirchplatz befand, war Unserer Lieben Frau von Meckenbeuren geweiht und wurde 1873 erbaut. Bedeutendster Ausstattungsgegenstand des sogenannten „Kappele“ war die aus dem Kloster Löwental stammende „Schmerzhafte Muttergottes“. Diese Statue, die sich heute im linken Seitenschiff der Pfarrkirche befindet, wird nach mündlicher Überlieferung mit mehreren Gebetserhörungen in Verbundenheit gebracht. Außer der Pfarrkirche St. Maria gibt es noch die Kapelle Maria Königin des Friedens im Teilort Obermeckenbeuren.
Die Pfarrkirche St. Jakobus Maior im Teilort Brochenzell geht bis in die Epoche der Spätromanik zurück. Das heutige Erscheinungsbild geht auf eine Erneuerung durch die Herren von Humpis im Jahre 1624 sowie die Barockisierung im Jahre 1734 zurück. 1971 wurde die ursprünglich geostete Kirche durch einen Anbau ergänzt, wobei das ehemalige Kirchenschiff zum neuen Chorraum umfunktioniert wurde. Neben zahlreichen liturgischen Kunstgegenständen ist der aus dem Kloster Löwental stammende Rosenkranzaltar besonders hervorzuheben.
Die Kehlener Pfarrkirche St. Verena, deren Wurzeln über zwei Vorgängerbauten weit zurückgehen, stellt ein besonderes architektonisches Kirchengebäude dar. Sie wurde im Jahre 1958 im Stil des Brutalismus erbaut. Geplant wurde sie vom Büro Kammerer-Belz aus Stuttgart.
Einige Gebiete der politischen Gemeinde gehören auch zu den Pfarreien St. Johannes in Ravensburg-Obereschach, St. Walburga in Ravensburg-Gornhofen, St. Margaretha in Tettnang-Obereisenbach, St. Gallus in Tettnang und St. Maria in Eriskirch-Mariabrunn.
Die in der Gemeinde lebenden evangelischen Christen sind Mitglieder der evangelischen Kirchengemeinden Meckenbeuren und Tettnang.

## Politik

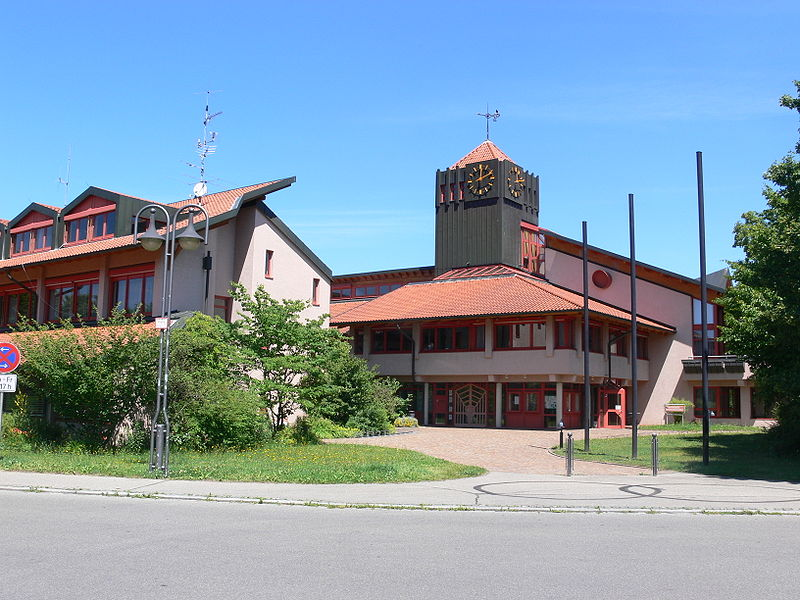
Rathaus

### Gemeinderat
Der Gemeinderat in Meckenbeuren besteht aus den 22 gewählten ehrenamtlichen Gemeinderäten und dem Bürgermeister als Vorsitzendem. Der Bürgermeister ist im Gemeinderat stimmberechtigt.
Die Kommunalwahl am 9. Juni 2024 führte zu folgendem Ergebnis (mit Vergleichszahlen der Wahl 2019):
| Parteien und Wählergemeinschaften | Parteien und Wählergemeinschaften       | % 2024  | Sitze 2024 |        | % 2019 | Sitze 2019 | Kommunalwahl 2024 %403020100 35,63 %30,77 %19,77 %10,67 %3,16 % FWVCDUBUSSPDFDPGewinne und Verlusteim Vergleich zu 2019 %p 4 2 0 −2 −4+1,13 %p−0,33 %p−2,23 %p−1,73 %p+3,16 %pFWVCDUBUSSPDFDP |
| FWV                               | Freie Wähler                            | 35,63   | 8          | 34,5   | 7      |            | Kommunalwahl 2024 %403020100 35,63 %30,77 %19,77 %10,67 %3,16 % FWVCDUBUSSPDFDPGewinne und Verlusteim Vergleich zu 2019 %p 4 2 0 −2 −4+1,13 %p−0,33 %p−2,23 %p−1,73 %p+3,16 %pFWVCDUBUSSPDFDP |
| CDU                               | Christlich Demokratische Union          | 30,77   | 7          | 31,1   | 7      |            | Kommunalwahl 2024 %403020100 35,63 %30,77 %19,77 %10,67 %3,16 % FWVCDUBUSSPDFDPGewinne und Verlusteim Vergleich zu 2019 %p 4 2 0 −2 −4+1,13 %p−0,33 %p−2,23 %p−1,73 %p+3,16 %pFWVCDUBUSSPDFDP |
| BUS                               | Bürgerliste für Umwelt und Soziales     | 19,77   | 4          | 22,0   | 5      |            | Kommunalwahl 2024 %403020100 35,63 %30,77 %19,77 %10,67 %3,16 % FWVCDUBUSSPDFDPGewinne und Verlusteim Vergleich zu 2019 %p 4 2 0 −2 −4+1,13 %p−0,33 %p−2,23 %p−1,73 %p+3,16 %pFWVCDUBUSSPDFDP |
| SPD                               | Sozialdemokratische Partei Deutschlands | 10,67   | 2          | 12,4   | 3      |            | Kommunalwahl 2024 %403020100 35,63 %30,77 %19,77 %10,67 %3,16 % FWVCDUBUSSPDFDPGewinne und Verlusteim Vergleich zu 2019 %p 4 2 0 −2 −4+1,13 %p−0,33 %p−2,23 %p−1,73 %p+3,16 %pFWVCDUBUSSPDFDP |
| FDP                               | Freie Demokratische Partei              | 3,16    | 1          | –      | –      |            | Kommunalwahl 2024 %403020100 35,63 %30,77 %19,77 %10,67 %3,16 % FWVCDUBUSSPDFDPGewinne und Verlusteim Vergleich zu 2019 %p 4 2 0 −2 −4+1,13 %p−0,33 %p−2,23 %p−1,73 %p+3,16 %pFWVCDUBUSSPDFDP |
| Gesamt                            | Gesamt                                  | 100 %   | 22         | 100 %  | 22     |            | Kommunalwahl 2024 %403020100 35,63 %30,77 %19,77 %10,67 %3,16 % FWVCDUBUSSPDFDPGewinne und Verlusteim Vergleich zu 2019 %p 4 2 0 −2 −4+1,13 %p−0,33 %p−2,23 %p−1,73 %p+3,16 %pFWVCDUBUSSPDFDP |
| Wahlbeteiligung                   | Wahlbeteiligung                         | 60,05 % | 60,05 %    | 58,8 % | 58,8 % |            | Kommunalwahl 2024 %403020100 35,63 %30,77 %19,77 %10,67 %3,16 % FWVCDUBUSSPDFDPGewinne und Verlusteim Vergleich zu 2019 %p 4 2 0 −2 −4+1,13 %p−0,33 %p−2,23 %p−1,73 %p+3,16 %pFWVCDUBUSSPDFDP |

### Bürgermeister
Bürgermeister der Gemeinde ist seit dem 1. August 2022 Georg Schellinger. Er wurde am 15. Mai 2022 mit 75,6 Prozent der Stimmen zum Bürgermeister gewählt. Schellinger war zuvor von 2016 bis 2022 hauptamtlicher Ortsvorsteher in Friedrichshafen-Ailingen und bis 2016 in verschiedenen Funktionen im Meckenbeurener Rathaus tätig, zuletzt als Hauptamtsleiter. Er folgte Elisabeth Kugel nach, die sich am 22. Oktober 2017 im ersten Wahlgang mit 54,8 % der Stimmen gegen den damaligen Amtsinhaber Andreas Schmid (44,8 %) durchsetzte. Sie war die erste Frau in diesem Amt in Meckenbeuren. Kugel legte ihr Amt 2022 wegen zu hoher Arbeitsbelastung vorzeitig nieder.
Die Bürgermeister der Gemeinde Meckenbeuren seit 1919:
- Karl Roth, 1919–1932
- Bernhard Sporer NSDAP, 1933–1945
- Heinrich Müller, ab 1945
- Siegfried Tann (CDU), 1971–1985
- Roland Karl Weiß (Freie Wähler), 1985–2010
- Andreas Schmid (CDU), 2010–2018
- Elisabeth Kugel (Freie Wähler), 2018–2022
- Georg Schellinger (CDU), seit 2022

### Wappen
| Wappen der Gemeinde Meckenbeuren | Blasonierung: „In gespaltenem Schild vorne in Silber (Weiß) eine dreilatzige rote Fahne mit drei roten Trageringen, hinten in Rot ein aufgerichteter silberner (weißer) Windhund mit schwarzem Halsband und silbernem (weißem) Ring daran.“ |
| Wappen der Gemeinde Meckenbeuren | Wappenbegründung: Die dreilatzige rote Fahne ist die Wappenfigur der Grafen von Montfort, die großen Besitz im Gemeindegebiet hatten und im Kernort Meckenbeuren von 1530 bis 1780 auch die Grundherrschaft innehatten. Der silberne (weiße) Windhund ist vom Wappen der Ravensburger Patrizier von Humpis abgeleitet, denen von 1447 bis ins 18. Jahrhundert hinein vor allem die im Gemeindegebiet gelegenen Bestandteile der Herrschaft Brochenzell gehörten. Der Reichsstatthalter in Württemberg hat das Wappen am 26. September 1938 verliehen. |

Wappen der ehemals selbständigen Gemeinde Kehlen
| Wappen der ehemaligen Gemeinde Kehlen | Blasonierung: „In Silber (Weiß) über einem blauen Schildfuß eine gemauerte rote Brücke mit einem ganzen Bogen in der Mitte und je einem halben Bogen an den Seiten.“ |
| Wappen der ehemaligen Gemeinde Kehlen | Wappenbegründung: Der Gemeinde Kehlen wurde 1948 ein Wappen verliehen, das die Verbindung der beiden Gemeindeteile links und rechts der Schussen symbolisieren sollte. Es wird seit der Auflösung der Gemeinde 1972 nicht mehr amtlich geführt, jedoch inoffiziell als Ortschaftswappen verwendet. |

### Partnergemeinden
- Neustadt in Sachsen (als Rechtsnachfolger der ursprünglichen Partnergemeinde Langburkersdorf), seit 1991[14]
- Kehlen, Luxemburg, seit 1993

## Wirtschaft und Infrastruktur

### Verkehr

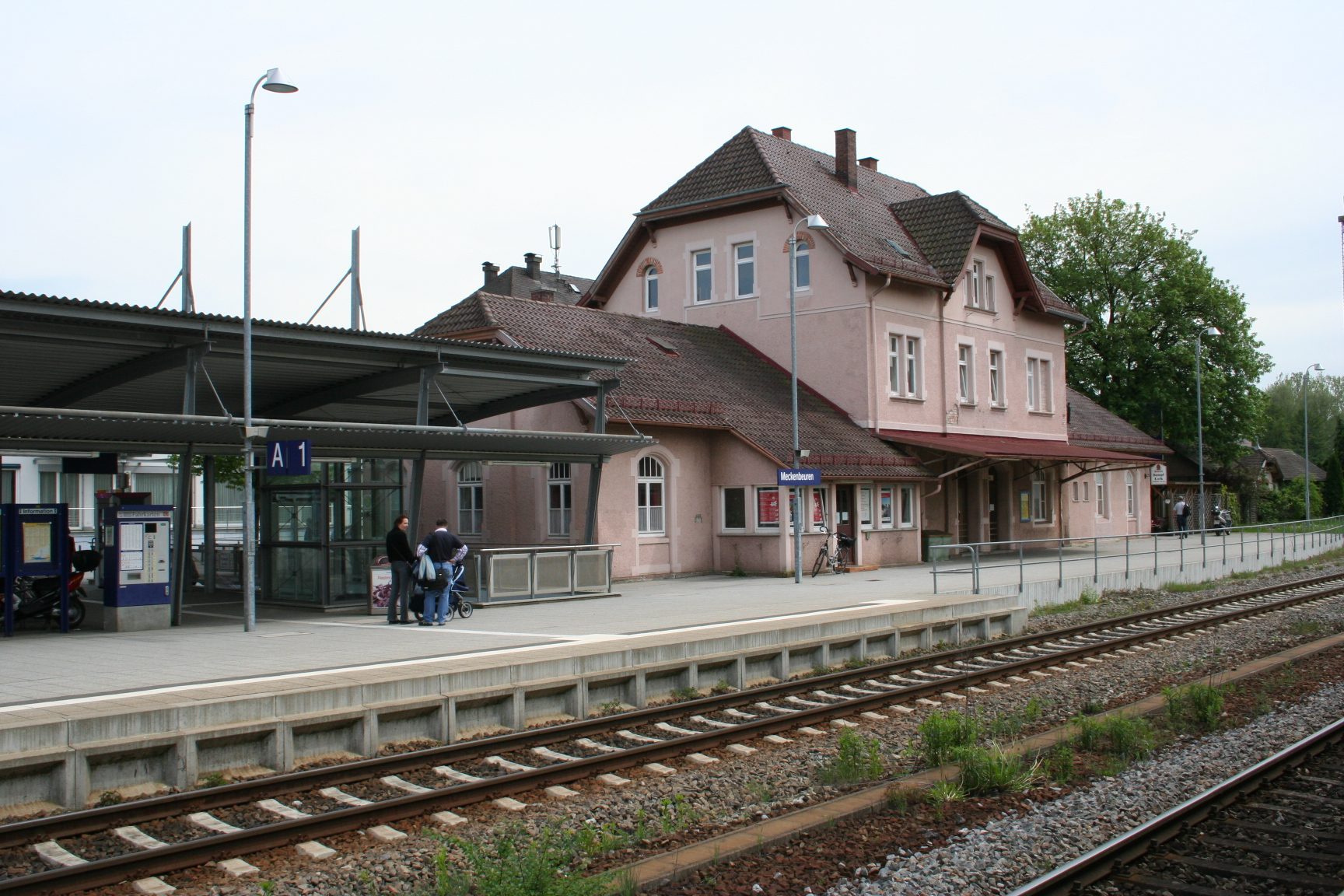
Bahnhof Meckenbeuren

Meckenbeuren liegt an den Bundesstraßen 30 und 467 sowie an den Landesstraßen 329 und 333.
Die Gemeinde liegt an der Bahnstrecke Ulm–Friedrichshafen und wird von Zügen der Deutschen Bahn und der Bodensee-Oberschwaben-Bahn (BOB) angefahren. Bis Ende 2016 war Meckenbeuren Intercity-Halt mit einmal täglich Direktverbindungen nach Münster bzw. Innsbruck. Die BOB bedient außerdem die Haltepunkte Kehlen und Flughafen Friedrichshafen, das An- und Abflugterminal des Flughafens liegt auf der Gemarkung der Gemeinde Meckenbeuren. An der BOB ist diese als Gründungsmitglied mit zehn Prozent des Kapitals beteiligt.
Die Station wird auch im Refrain von Auf de schwäbsche Eisebahne besungen.
Die Gemeinde ist mit mehreren Buslinien unter anderem mit Friedrichshafen, Ravensburg und Tettnang verbunden und gehört dem Bodensee-Oberschwaben Verkehrsverbund (bodo) an.
Durch eine Alltagsroute aus dem Radnetz Baden-Württemberg ist Meckenbeuren mit Friedrichshafen und in der anderen Richtung mit Ravensburg verbunden.
Der Oberschwaben-Allgäu-Radweg führt durch Meckenbeuren. Er ist eine Rundstrecke über Ulm und Tettnang und verläuft dabei von Tettnang nach Meckenbeuren und weiter nach Oberteuringen.

### Ansässige Unternehmen

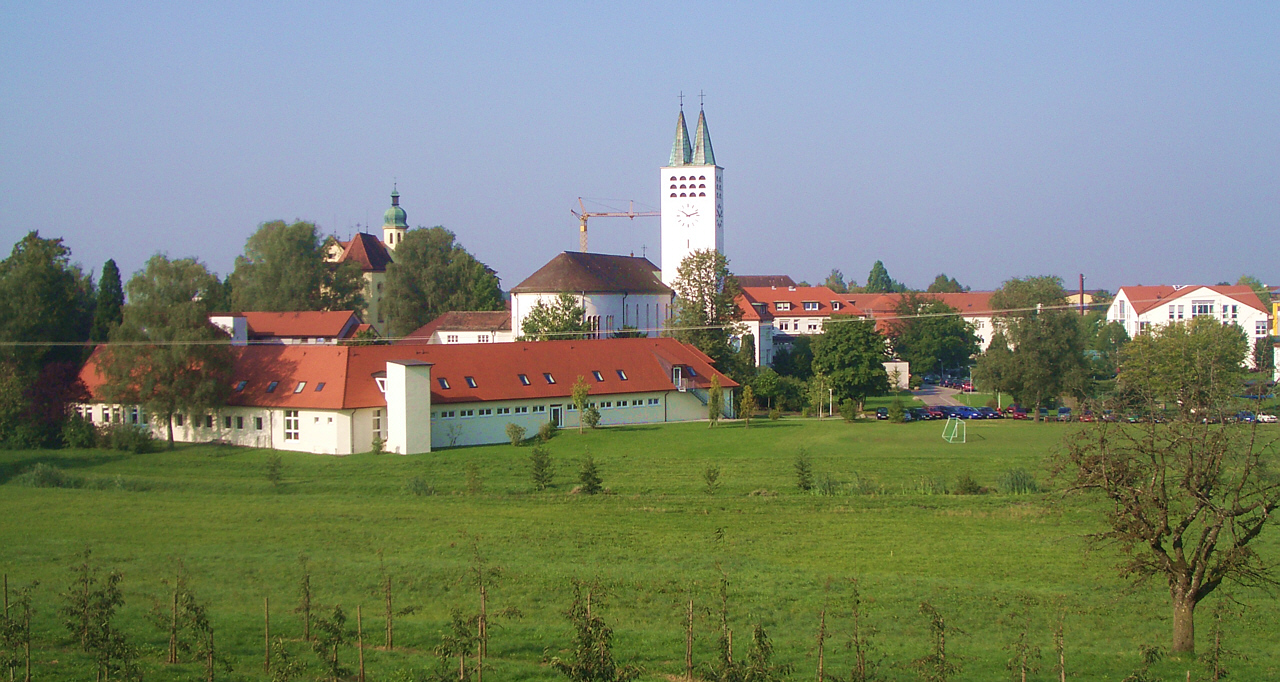
Stiftung Liebenau

- Genossenschaftsbank Meckenbeuren eG: örtliche Universalbank mit Filialen in Meckenbeuren und Brochenzell
- Stiftung Liebenau: zu dieser Einrichtung der Behindertenhilfe in den Meckenbeurer Ortsteilen Liebenau und Hegenberg zählen auch zahlreiche weitere soziale Einrichtungen der Behinderten- und Altenhilfe sowie des Bildungs- und Gesundheitswesens in Baden-Württemberg, Vorarlberg, der Schweiz und Bulgarien (die Stiftung Liebenau ist eine Stiftung kirchlichen Rechts)
- Winterhalter Gastronom GmbH: Hersteller von gewerblichen Geschirrspülermaschinen; neben dem Werk in Meckenbeuren gibt es weitere Produktionsstätten in Rüthi (CH) sowie in Endingen am Kaiserstuhl

### Bildungseinrichtungen
In der Gemeinde gibt es vier Grundschulen und das Bildungszentrum in Buch (Werkreal- und Realschule). Außerdem gibt es in Hegenberg die in Trägerschaft der Stiftung Liebenau stehende Don-Bosco-Schule für Kinder und Jugendliche mit einem sonderpädagogischen Förderbedarf. Weitere Bildungseinrichtungen sind die gemeindeeigene Musikschule und als Außenstellen die Jugendkunstschule und Volkshochschule des Bodenseekreises.
Im Ortsteil Kehlen befindet sich das Staatliche Seminar für Didaktik und Lehrerbildung (Grund- und Hauptschulen) Meckenbeuren.
Im selben Haus ist der dezentrale Ausbildungsstandort des Seminars für Didaktik und Lehrerbildung – Abteilung Sonderschulen – Stuttgart untergebracht.

### Freizeit- und Sportanlagen
- Akkordeon-Club Meckenbeuren[16]
- ASV Meckenbeuren-Kehlen e. V.[17]
- Tennisclub Meckenbeuren-Kehlen e. V.
- Schützenverein Brochenzell 1921 e. V.[18]
- Sportverein Kehlen e. V.[19]

### Öffentliche Einrichtungen
Die Freiwillige Feuerwehr Meckenbeuren besteht seit 1972 aus der Abteilung Meckenbeuren (die eine Löschgruppe im Ortsteil Liebenau unterhält) und der Abteilung Kehlen. Zur Freiwilligen Feuerwehr gehören sowohl die ehrenamtlichen Mitglieder der Feuerwehr, die Altersabteilung, die Jugend- und Kinderfeuerwehr und dem Spielmannszug.

## Kultur und Sehenswürdigkeiten

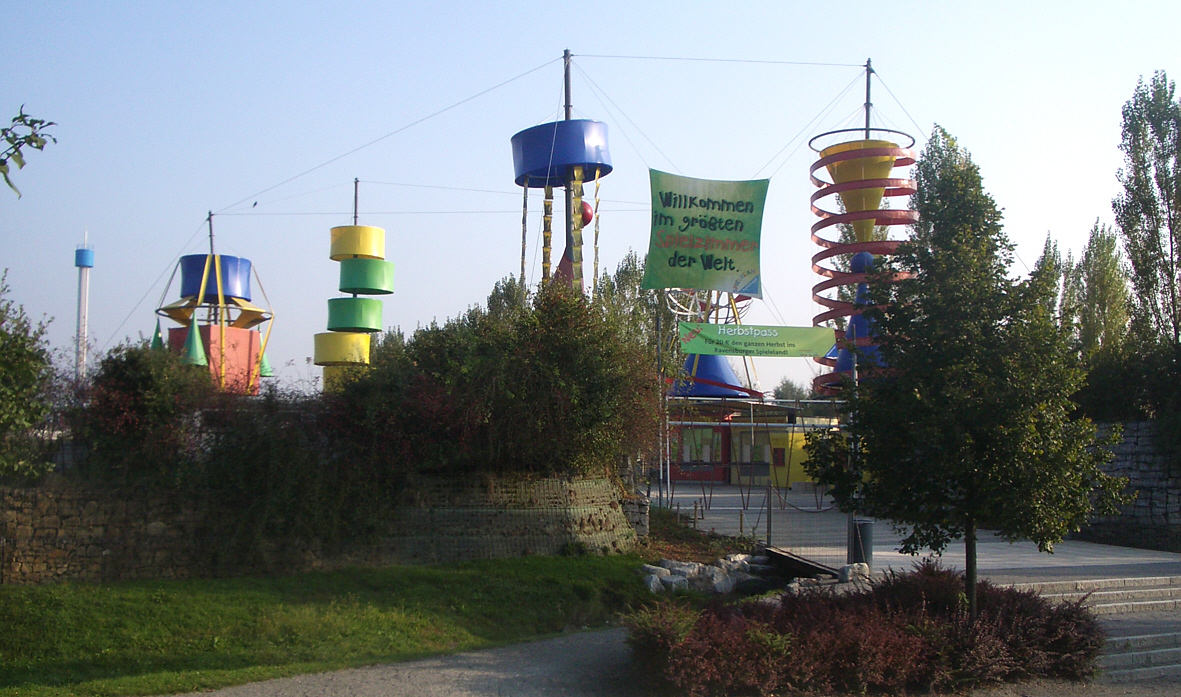
Ravensburger Spieleland

### Freizeitattraktionen
- Das Ravensburger Spieleland ist ein 25 Hektar großer Freizeitpark im Ortsteil Liebenau.

### Kleinkunstbühne
- Im ehemaligen Güterschuppen des Bahnhofs mit dem Namen „Kultur am Gleis 1“ finden in besonderem Ambiente regelmäßig Theateraufführungen, Konzerte, Ausstellungen und Kabarett statt.[21]

### Museen
- Humpismuseum im Humpisschloss im Ortsteil Brochenzell
- Josef’s Museum[22]

### Gedenkstätten
- Kriegerdenkmal auf dem Kirchplatz, erinnert an die gefallenen Soldaten des Ersten und Zweiten Weltkriegs aus Meckenbeuren
- Gedenkstätte in der Kirche des Ortsteils Liebenau, erinnert an über 500 Behinderte der Stiftung Liebenau, die bei der „Euthanasie“-Tötungsaktion T4 1940 nach Grafeneck verschleppt und ermordet wurden[23]

### Bauwerke

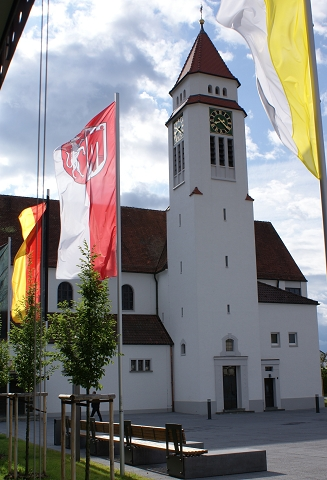
Pfarrkirche St. Maria von der immerwährenden Hilfe
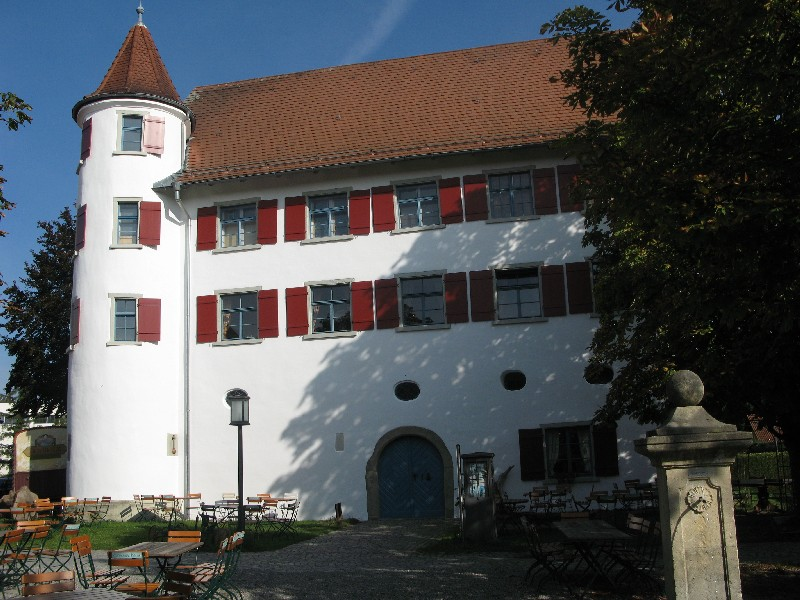
Humpisschloss im Ortsteil Brochenzell
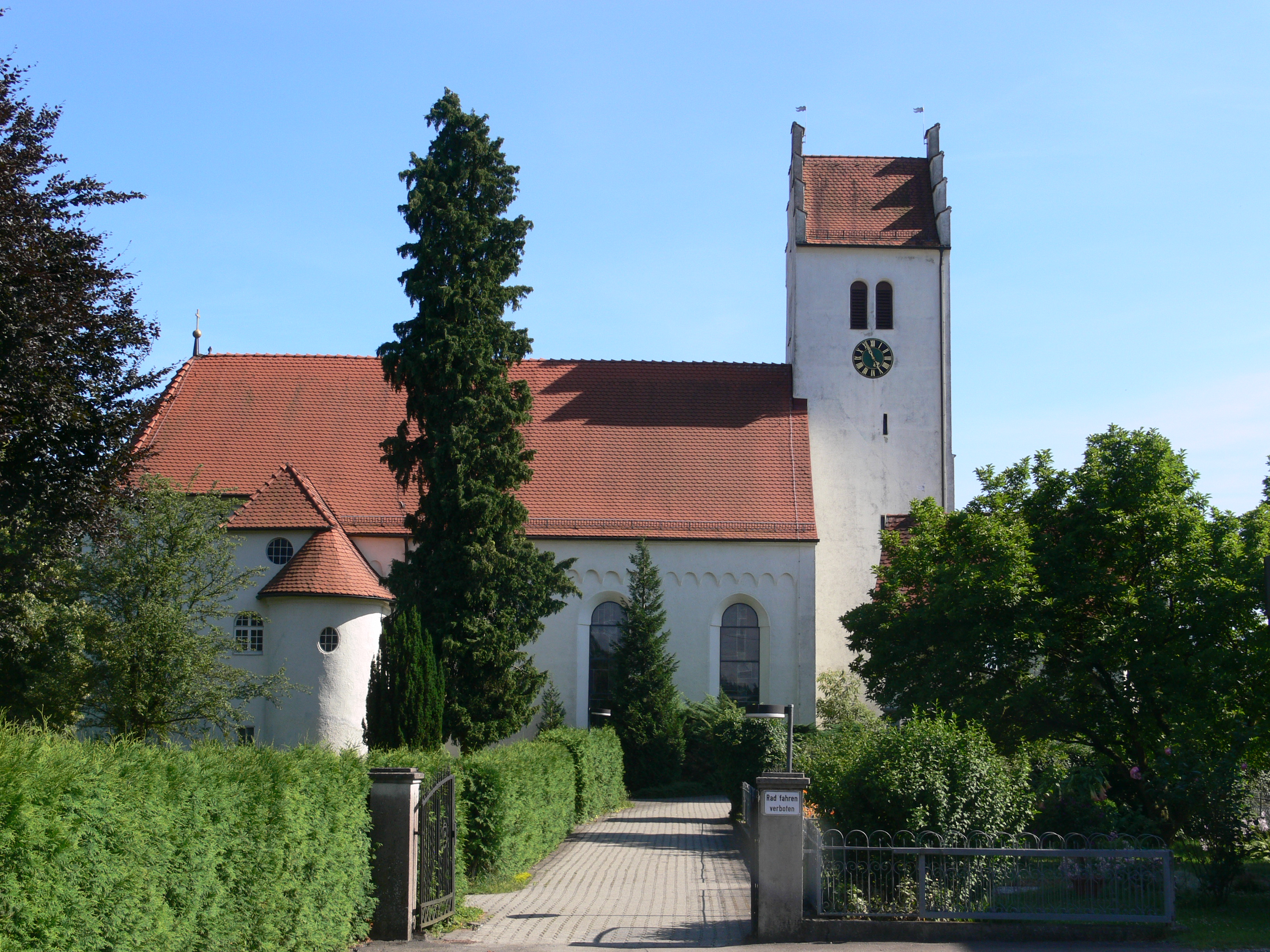
Pfarrkirche St. Jakobus d. Ä. im Ortsteil Brochenzell
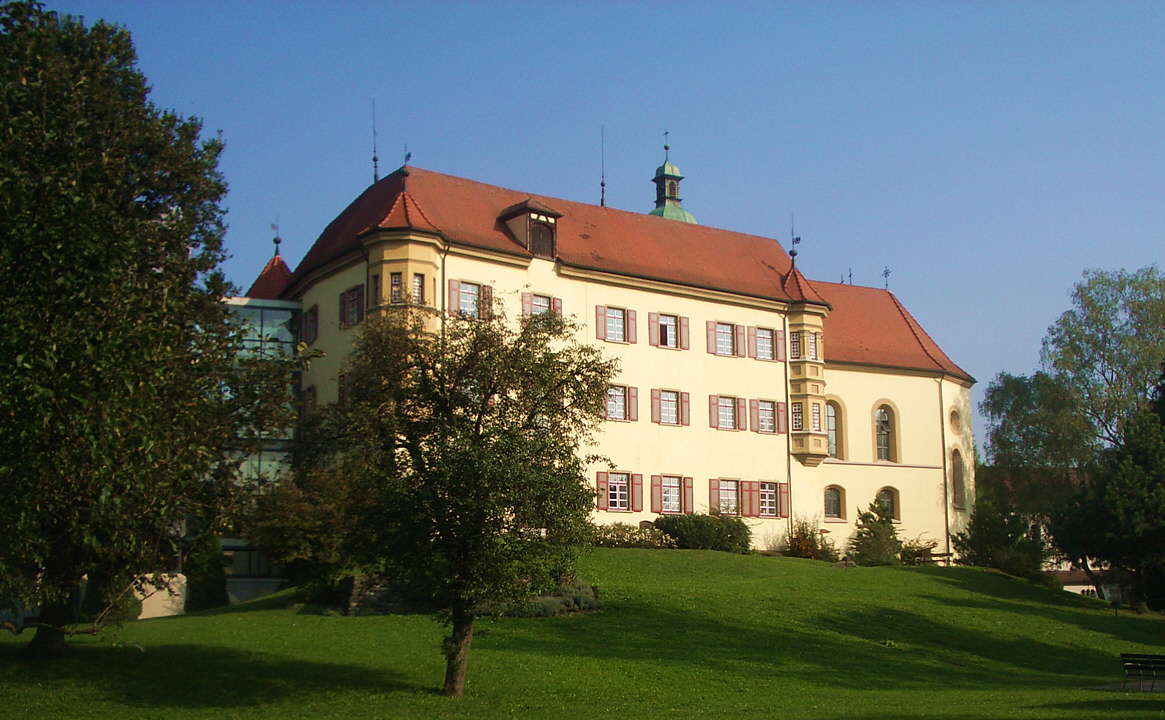
Schloss Liebenau
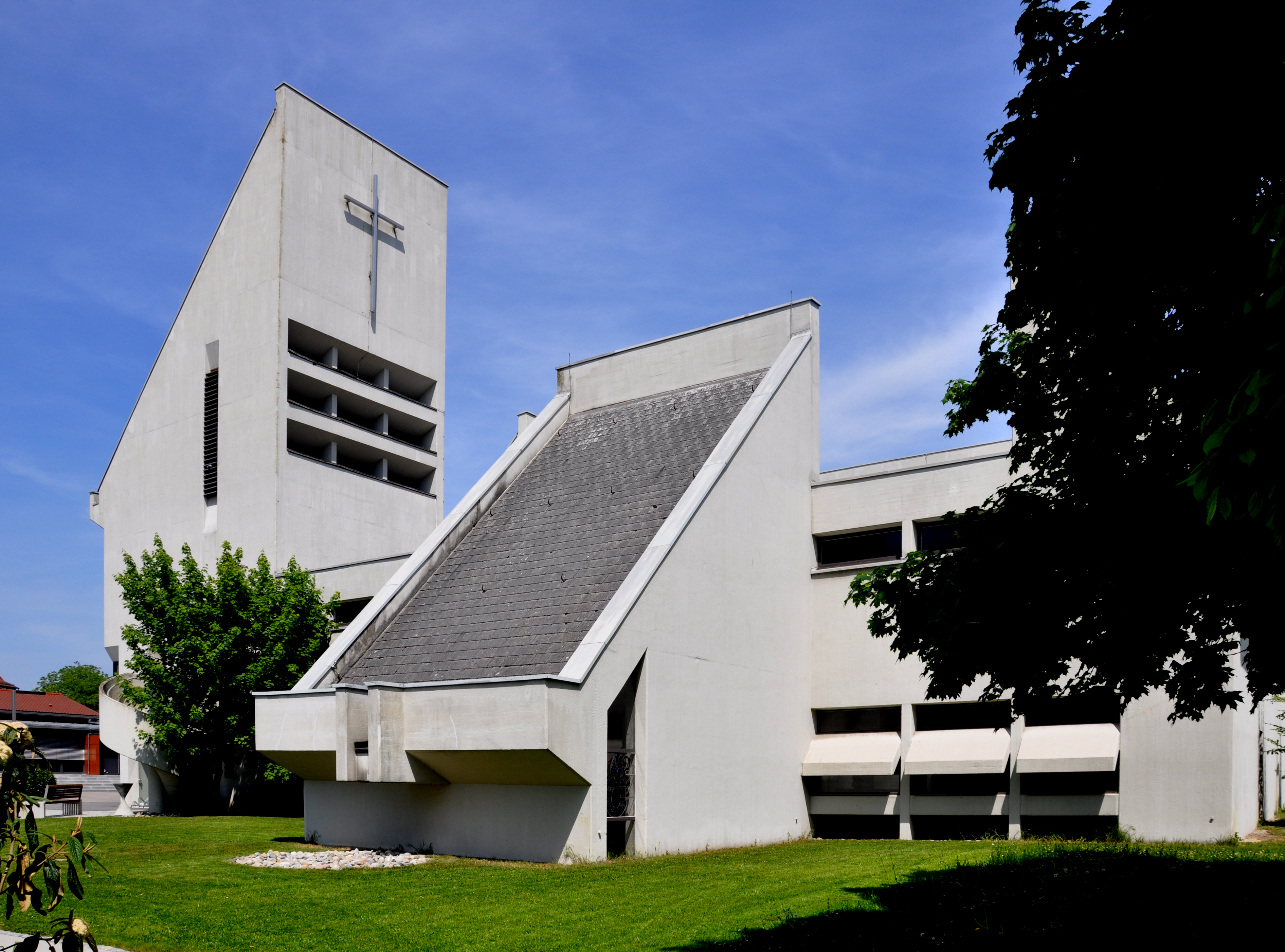
Pfarrkirche St. Verena im Ortsteil Kehlen
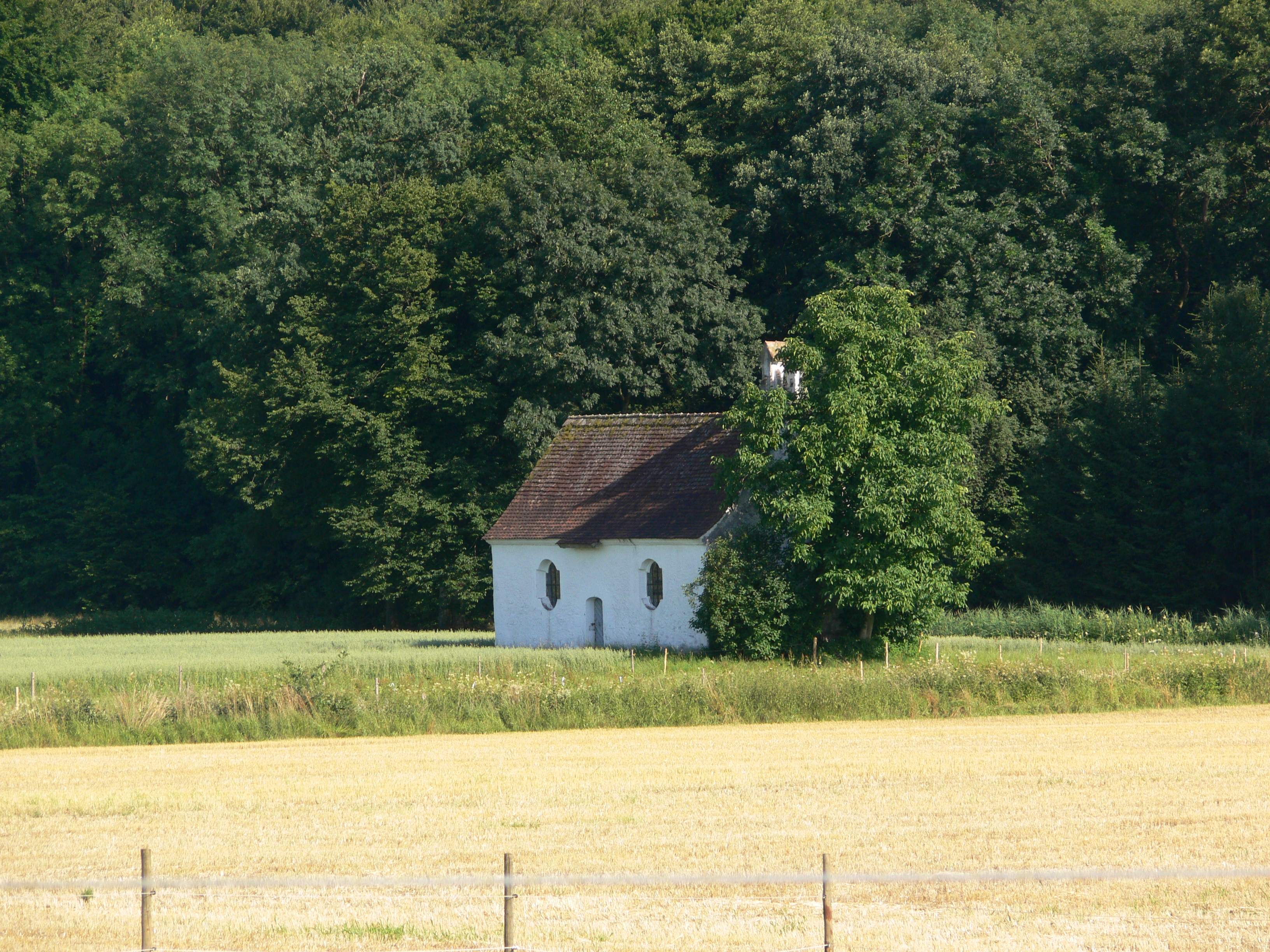
Bonifatius-Kapelle (Laufenen)

### Wandern und Pilgern
Am Bahnhof endet die zweite und beginnt die dritte Etappe des Jubiläumswegs, einem 111 Kilometer langen Wanderweg, der 1998 zum 25-jährigen Bestehen des Bodenseekreises ausgeschildert wurde. Er führt über sechs Etappen durch das Bodensee-Hinterland von Kressbronn über Neukirch, Meckenbeuren, Markdorf, Heiligenberg und Owingen nach Überlingen. Ein Teil der Etappen verläuft parallel zum Oberschwäbischen Jakobsweg, der sich von Ulm über Ravensburg kommend in Brochenzell teilt und über Markdorf und Meersburg nach Konstanz, bzw. über Tettnang und Kressbronn nach Nonnenhorn führt.
Der Hus-Weg mit seinen 780 Kilometern Länge führt als Fernwanderweg durch Meckenbeuren und erinnert an das Schicksal von Jan Hus in Konstanz.
← Vorhergehender Ort: Brochenzell | Meckenbeuren | Nächster Ort: Tettnang →

Ulmer Münster |
Ulm |
Grimmelfingen |
Einsingen |
Erbach |
Donaurieden |
Oberdischingen |
Ersingen |
Rißtissen |
Untersulmetingen |
Obersulmetingen |
Schemmerberg |
Äpfingen |
Laupertshausen |
Mettenberg |
Biberach an der Riß |
Reute |
Grodt |
Muttensweiler |
Steinhausen |
Wallfahrtskirche Steinhausen |
Winterstettenstadt |
Bad Waldsee |
Bergatreute |
Weingarten |
Ravensburg |
Brochenzell
Östliche Route:
Meckenbeuren |
Tettnang |
Gießenbrücke |
Heiligenhof |
Atlashofen |
Hüttmannsberg |
Gattnau |
Arensweiler |
Selmnau |
Hattnau |
Nonnenhorn
Westliche Route:
Rammetshofen |
Unterteuringen |
Hepbach |
Leimbach |
Möggenweiler |
Markdorf |
Meersburg |
Bodensee |
Staad |
Konstanz |
Konstanzer Münster

### Regelmäßige Veranstaltungen
- Wochenmarkt jeden Mittwoch auf dem Kirchplatz[24]
- Der Ortsteil Brochenzell ist eine regionale Hochburg der schwäbisch-alemannischen Fasnet; treibende Kraft ist die 1957 gegründete, über 1.100 Mitglieder umfassende Narrenzunft Brochenzell mit den Narrenfiguren Wintergeist, Kräuterweib, Humpishexe, Humpisnarr und Schlossnarr
- Schlossfest im Mai des Musikverein Brochenzell
- Musikfest im Juli des Musikvereins Kehlen
- Weinfest des Musikverein Meckenbeuren am vorletzten Wochenende im August
- Bahnhofsfest am letzten Sonntag im August
- Herbstmarkt im Oktober
- Nikolausmarkt im Dezember

## Persönlichkeiten

### Ehrenbürger
- Eugen Biser (1918–2014), katholischer Priester, Fundamentaltheologe und Religionsphilosoph
- Karl Brugger (1920–2008), von 1947 bis 1972 Bürgermeister, 1972–1981 Ortsvorsteher von Kehlen
- P. Berno Rupp SDS (1935–2017), Temeswar, Träger der Verdienstmedaille der Gemeinde und des Bundesverdienstkreuzes
- Renate Martin (1915–2022), Ärztin und erste Frau im Gemeinderat, verliehen anlässlich ihres 104. Geburtstags 2019[25]
- Karl Gälle, Konrektor i. R., Gemeinderat (1971–2024) und 1. Stellvertretender Bürgermeister (1984–2024)

### Söhne und Töchter der Gemeinde
- P. Meingosus Gaelle OSB (1752–1816), katholischer Theologe, Physiker und Kirchenmusiker
- Maria Beig (1920–2018), Schriftstellerin

### Weitere Persönlichkeiten, die mit Meckenbeuren in Verbindung stehen
- Adolf Aich (1824–1909), Gründer der Stiftung Liebenau, Kaplan in Tettnang
- Franz Xaver Mehr (1896–1981), Flugzeugkonstrukteur, Gründer des Mehr Flugzeugbaus Meckenbeuren
- Karl Winterhalter (1911–2012), Unternehmer und Ingenieur, Gründer des Unternehmens Winterhalter Gastronom
- Siegfried Tann (* 1942), Bürgermeister von Meckenbeuren (1971–1985) und Landrat des Bodenseekreises (1985–2007)
- Sascha Rösler (* 1977), Fußballspieler von Fortuna Düsseldorf
- Josef Wilhelm (1875–1953), katholischer Priester und Leiter der Liebenauer Anstalt